# 小行星2358
小行星2358（2358 Bahner）是一颗绕太阳运转的小行星，为主小行星带小行星。该小行星于1929年9月2日发现。
該小行星以海德堡天文台的職員克勞斯·巴納（Klaus Bahner）命名。

## 轨道参数
小行星2358的轨道半长轴为3.0275928 UA，离心率为0.094。